# Caitlyn Donahue
Caitlyn Donahue (Overland Park, 19 novembre 1990) è una pallavolista statunitense.
Giocava nel ruolo di palleggiatrice nelle Lancheras de Cataño.

## Carriera
La carriera di Caitlyn Donahue inizia nella formazione della scuola, la Blue Valley West High School. Terminate le scuole superiori, entra a far parte della squadra della Kansas State University, con la quale prende parte alla Division I NCAA dal 2009 al 2012.
Nella stagione 2013 inizia la carriera professionistica, andando a giocare nella Liga de Voleibol Superior Femenino con le Mets de Guaynabo. Dopo aver militato nella Lega Nazionale A svizzera col Volleyballclub Sm'Aesch Pfeffingen durante l'annata 2013-14, nel campionato 2015 torna in Porto Rico per vestire la maglia delle Lancheras de Cataño.